# Де Гейл, Лео
Сэр Лео (Виктор) де Гейл (англ. Sir Leo (Victor) de Gale 28 декабря 1921, приход Сент-Эндрю, вблизи Гренвиля, Гренада, колония Подветренные острова, Великобритания — 23 марта 1986) — государственный деятель Гренады, губернатор, генерал-губернатор Гренады (1974—1978).

## Биография
Родился в семье агронома. Получил образование как землеустроитель и в области бухгалтерского учёта и управления бизнесом. Окончил Монреальский университет в Канаде. Участник Второй мировой войны, был наводчиком Королевской канадской артиллерии на европейских фронтах. В 1945 г. вернулся в Гренаду.
Занимался бизнесом: был председателем компании «Пивоварни Гренады», директором ряда коммерческих и сельскохозяйственных предприятий. В 1951—1954 гг. возглавлял комиссию волонтеров-констеблей.
- 1960—1966 гг. — член,
- 1966—1974 гг. — председатель комиссии по вопросам государственной службы,
- 1960—1965 гг. — первый директор Красного Креста в Гренаде,
- 1960—1970 гг. — председатель ведущей сельскохозяйственной компании Grenada Banana Co-operative Society.

В 1974 г. — губернатор, в 1974—1978 гг. — генерал-губернатор Гренады.
В 1974 г. королевой Елизаветой Второй был возведен в рыцарское достоинство, наградив орденом Святого Михаила и Святого Георгия. Командор ордена Британской империи (1969).
По окончании срока губернаторских полномочий переехал в английский Бристоль.